# 中国小说的历史的变迁
《中国小说的历史的变迁》原是1924年鲁迅在西安大学讲中国小说史的讲义，共六讲，1925年由西安大学出版，后编入《中国小说史略》作为附录。
- 《鲁迅全集》，人民文学出版社 第9卷